# Chris Haggard
Chris Haggard (Pretória, 28 de abril de 1971) é um ex-tenista profissional sul-africano.